# Skilling

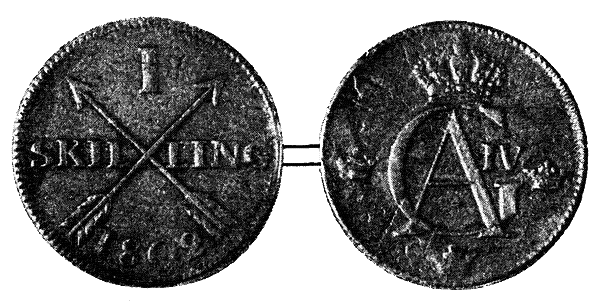
Skilling, 1802.

Skilling var ett svenskt, norskt och danskt skiljemynt av koppar eller silver. 
Skilling uppkom först som en ren räkneenhet motsvarande 12 penningar. På 1440-talet börjar skillingar präglas i Danmark och på 1510-talet även i Norge. Från 1550-talet var skilling endast ett småmynt som präglades på Gotland. Från 1624 motsvarade i Danmark-Norge 1 daler 96 skilling.
I den svenska mynträkningen infördes skillingen genom kunglig förordning av den 27 november 1776, där det stadgades att varje riksdaler skulle fördelas i 48 skillingar och varje skilling i 12 rundstycken. Dessförinnan hade man räknat 1 riksdaler (specie) = 3 daler silvermynt = 96 öre silvermynt.   
Förordningen påbjöd att från och med 1777 skulle alla offentliga verks räkenskaper och handlares bokföring ske i riksdalersräkning, men mynten fortsatte att endast ha öre silvermynt åsatta fram till 1790. Först 1799 slogs riksgäldspolletter med den åsatta valören skilling. 1802 börjar regulär myntning i skilling. Efter hand som det uppstod en kursskillnad mellan specie- och bancomynten, tvingas man 1834 fastställa kursskillnaden 1 skilling specie = 2 ⅔ skilling banco. Från 1835 har alla skillingmynt valutan angiven i skilling banco. Skillingmyntningen upphörde 1855 och räknas därför inte längre vara en kontant. Benämningen Skilling nyttjades även 1802—1855 för slaget kopparmynt.

Uttrycket Skilling användes även i ordspråk med anspelning på myntets ringa värde.  

"Den ödet slagit till skilling, blir aldrig daler.",
Ström SvenskOrdspr. 95 (1926)

Det var först år 1873 som den svenska kronan skapades när Danmark och Sverige ersatte sina gamla valutor. Därmed ersattes den gamla riksdalern av den gemensamma valutan kronan i den Skandinaviska myntunionen.